# Archives de Smolensk

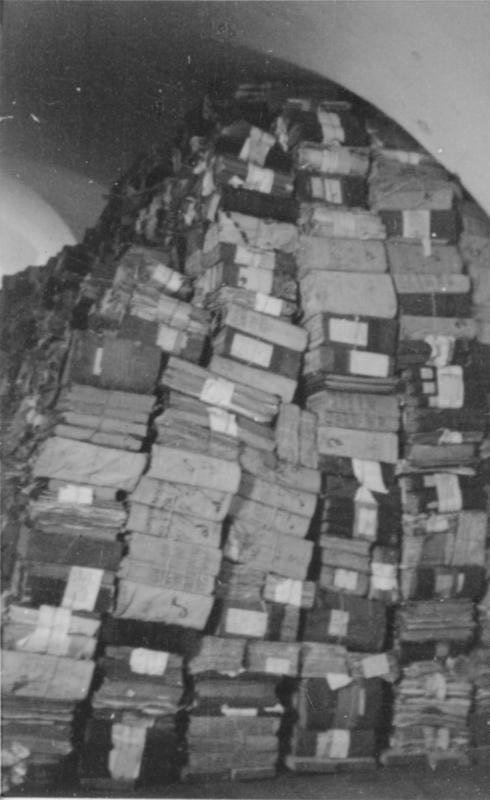
Bundesarchiv Bild, Smolensk, documents d'archives confisqués.

Les Archives de Smolensk désignent les archives du comité du Parti communiste de l'Union soviétique de l'oblast de Smolensk, qui furent saisies intactes par l'armée allemande lors de sa conquête de la ville de Smolensk, en 1941. Ces archives furent ensuite transférées en Allemagne.
Après la défaite de l'Allemagne nazie, une partie de ces archives fut retrouvée en Bavière et aboutit finalement aux États-Unis, fournissant aux chercheurs et aux services de renseignement occidentaux des informations uniques sur le fonctionnement de l'État soviétique à l'échelon local au cours de ses deux premières décennies — de telles archives étant par ailleurs inaccessibles au public, en Occident ou ailleurs.
Les archives déposées aux Archives nationales, à Washington, ont notamment été étudiées par :
- Merle Fainsod, Smolensk under Soviet Rule, Vintage Books, 1958 ; traduction française : Smolensk à l'heure de Staline, Paris, éd. Fayard, 1967.Ces archives révèlent, selon cet historien américain (1907-1972), une certaine « inefficacité » du totalitarisme stalinien, qui ne peut empêcher des zones d'autonomie ou de résistance dans les domaines social, politique et économique.
- John Arch Getty, Origin of the Great Purges: The Soviet Communist Party Reconsidered, 1933-1938, Cambridge, 1985.

En 2002, ces archives furent rendues à la Russie par les États-Unis. La plus grande partie des archives trouvées à Smolensk avait déjà été récupérée par l'Armée rouge à la fin de la guerre et avait pris depuis longtemps le chemin de l'Union soviétique.
Les archives se trouvent désormais au Centre de documentation sur l'histoire récente de l'oblast de Smolensk. Une version complète sur microfilms est conservée au Davis Center de l'université Harvard, une copie se trouve également à la Bayerische Staatsbibliothek de Munich.

## Sources
- (en) Cet article est partiellement ou en totalité issu de l’article de Wikipédia en anglais intitulé « Smolensk Archive » (voir la liste des auteurs).